# Robert Metcalfe
Robert Melancton Metcalfe (né le 7 avril 1946), est un ingénieur et entrepreneur américain qui a contribué au développement d'Internet dans les années 1970. Il a co-inventé Ethernet, co-fondé 3Com et formulé la loi de Metcalfe, qui décrit l'effet d'un réseau de télécommunications. Metcalfe a également fait plusieurs prédictions qui ne se sont pas concrétisées, notamment la prévision de la disparition d'Internet dans les années 1990.
Metcalfe a reçu divers prix, dont l'IEEE Medal of Honor et la National Medal of Technology and Innovation  pour son travail de développement de la technologie Ethernet. En 2023, il reçoit le prix Turing, la plus haute distinction en informatique. De 2011 à 2021, il a été professeur d'innovation et d'entrepreneuriat à l'université du Texas à Austin.

## Jeunesse et famille
Robert Metcalfe est né en 1946 à Brooklyn, New York. Son père est un technicien d'essai spécialisé dans les gyroscopes. Sa mère est une femme au foyer qui devient plus tard secrétaire à Bay Shore High School. Metcalfe est diplômé de cette école en 1964.
Metcalfe est diplômé du Massachusetts Institute of Technology en 1969, où il obtient deux Bachelor of Science en génie électrique et en gestion industrielle. Il fréquente ensuite l'université Harvard et obtient une maîtrise ès sciences en mathématiques appliquées en 1970 et un doctorat en informatique en 1973,.
Metcalfe et sa femme Robyn ont deux enfants.

## Carrière
Tout en poursuivant son doctorat en informatique, Metcalfe accepte un emploi au sein du projet MAC du MIT après que Harvard lui ait refusé l'autorisation de connecter l'université au tout nouveau ARPAnet. Au MIT, Metcalfe est responsable de la construction d'une partie du matériel qui relierait les mini-ordinateurs du MIT à ARPAnet. Metcalfe fait d'ARPAnet le sujet de sa thèse de doctorat, mais Harvard l'a initialement rejeté. Metcalfe améliore sa thèse alors qu'il travaille au Xerox PARC, où il lit un article sur le réseau ALOHA à l'université d'Hawaï. Il identifie et corrige certains des bugs du modèle AlohaNet, puis ajoute ce travail à sa thèse révisée. Elle est ensuite acceptée par Harvard, qui lui accorde son doctorat.
Metcalfe travaille au PARC en 1973 quand lui et David Boggs inventent Ethernet, initialement comme norme pour connecter des ordinateurs sur de courtes distances. Il rappelle plus tard qu'Ethernet est né le 22 mai 1973, le jour où il fait circuler une note intitulée "Alto Ethernet" qui contient un schéma approximatif de son fonctionnement. « C'est la première fois qu'Ethernet apparaît comme un mot, tout comme l'idée d'utiliser coaxial comme éther, où les stations participantes, comme dans AlohaNet ou ARPAnet, injecteraient leurs paquets de données, elles se déplaceraient à des mégabits par seconde, il y aurait des collisions, des retransmissions et des retours en arrière », a expliqué Metcalfe. Boggs a fait valoir qu'une autre date était la naissance d'Ethernet : le 11 novembre 1973, le premier jour où le système a réellement fonctionné.
En 1979, Metcalfe quitte le PARC et cofonde 3Com, un fabricant d'équipements réseau, dans son appartement de Palo Alto. 3Com est devenu l'un des principaux fournisseurs de solutions réseau et Ethernet est la norme dominante pour les réseaux locaux (LAN). En 1980, il reçoit le prix ACM Grace Hopper pour ses contributions au développement des réseaux locaux, en particulier Ethernet. En 1990, le conseil d'administration de 3Com nomme Éric Benhamou au poste de PDG à la place de Metcalfe, qui quitte ensuite l'entreprise. Il passe 10 ans en tant qu'éditeur et expert, écrivant une chronique Internet pour InfoWorld. En 1996, il co-fonde Pop! Tech, une conférence technologique pour les cadres. Il devient capital-risqueur en 2001, puis associé général de Polaris Venture Partners.
De 2011 à 2021, il est professeur à l'université du Texas à la Cockrell School of Engineering d'Austin, spécialisé dans l'innovation. Metcalfe est conférencier principal au congrès de 2016 des futurs leaders de la science et de la technologie et en 2019, il présente la conférence commémorative Bernard Price en Afrique du Sud. En juin 2022, Metcalfe retourne au MIT en rejoignant le laboratoire d'informatique et d'intelligence artificielle en tant qu'affilié de recherche et ingénieur informatique, travaillant avec le MIT Julia Lab.

## Récompenses
En 1996, Metcalfe reçoit l'IEEE Medal of Honor pour « son leadership exemplaire et soutenu dans le développement, la normalisation et la commercialisation d'Ethernet. » L'année suivante, il est élu membre de l'Académie nationale d'ingénierie des États-Unis pour le développement d'Ethernet. Il reçoit la National Medal of Technology and Innovation en 2003 « pour son leadership dans l'invention, la normalisation et la commercialisation d'Ethernet ». En octobre 2003, il reçoit le prix Marconi « pour avoir inventé l'Ethernet et promulgué sa loi d'utilité de réseau basée sur le carré des nœuds ».
Metcalfe est intronisé au National Inventors Hall of Fame en 2007, pour son travail avec la technologie Ethernet. En 2008, il reçoit le Fellow Award du Computer History Museum « pour ses contributions fondamentales à l'invention, à la normalisation et à la commercialisation d'Ethernet ».
En mars 2023, Metcalfe reçoit le prix Turing 2022 de l'Association for Computing Machinery pour ses contributions à l'invention de la technologie Ethernet,.

## Effondrement prédit d'Internet
En 1995, Metcalfe fait valoir qu'Internet subirait un « effondrement catastrophique » l'année suivante; il promet de manger ses paroles si ce n'était pas le cas. Lors de son discours d'ouverture à la sixième conférence internationale sur le World Wide Web en 1997, il prend une copie imprimée de sa chronique qui prédisait l'effondrement, la met dans un mélangeur avec un peu de liquide, puis consomme la masse pulpeuse,. Il a suggéré de faire imprimer ses mots sur un très gros gâteau, mais le public n'accepterait pas cette forme de « manger ses mots ».

## Publications sélectionnées
- " Packet Communication ", MIT Project MAC Technical Report MAC TR-114, décembre 1973 (une version refondue de la thèse de Metcalfe à Harvard)
- « Zen and the Art of Selling », Technology Review, mai-juin 1992[28]